# Kəlbəcər (stad)
Kəlbəcər of Kalbajar is een stad in Azerbeidzjan. Kəlbəcər is de hoofdplaats van het gelijknamige district Kəlbəcər.

## Bezetting
Tijdens de oorlog in Nagorno-Karabach werd Kəlbəcər veroverd door troepen uit Nagorno-Karabach. De plaats lag echter buiten de voormalige Nagorno-Karabachse Autonome Oblast en had weinig strategische waarde. De bezetting van Kəlbəcər werd afgekeurd door de VN-resoluties van de Veiligheidsraad. Resolutie 822 riep op tot terugtrekking van de Armeense troepen uit Kəlbəcər district van Azerbeidzjan.
Human Rights Watch deed een onderzoek naar de verovering van de plaats en kwam tot de conclusie dat tijdens het offensief door troepen uit Nagorno-Karabach het oorlogsrecht geschonden was. Hieronder viel voornamelijk de exodus van de Azerbeidzjaanse burgerbevolking, het schieten op mensen zonder onderscheid tussen burgers en soldaten en het nemen van gijzelaars.

### Teruggave aan Azerbeidzjan
Op 10 november 2020 zegde Armenië toe de stad, net als het gelijknamige district terug te geven aan Azerbeidzjan in het kader van een vredesakkoord, dat werd gesloten na een oorlog om de regio. Alle inwoners moesten vertrekken onder begeleiding van een Russische vredesmacht. Sommige Armeniërs staken hun huizen en bossen in brand kort voor hun vertrek. De overdracht stond gepland op 15 november 2020, maar werd op verzoek van de Armeniërs verlengd tot 25 november 2020.
Vrijwel direct na middernacht in de nacht van 24 op 25 november, trokken Azerbeidzjaanse troepen de regio binnen en maakten bekend de controle over de stad te hebben overgenomen.